# Hellikon
Hellikon (toponimo tedesco) è un comune svizzero di 788 abitanti del Canton Argovia, nel distretto di Rheinfelden.

## Monumenti e luoghi d'interesse

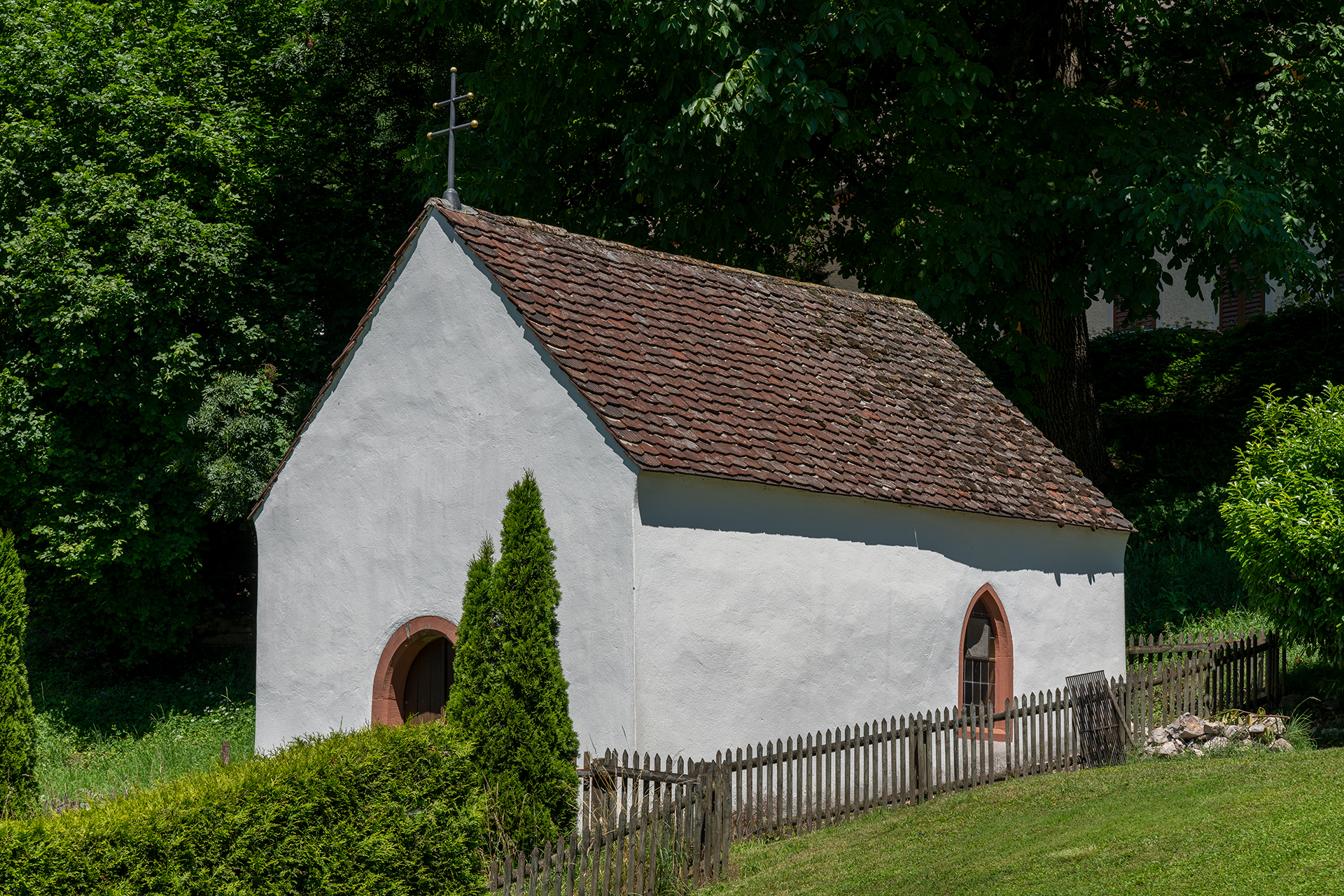
La cappella cattolica di San Wendelino

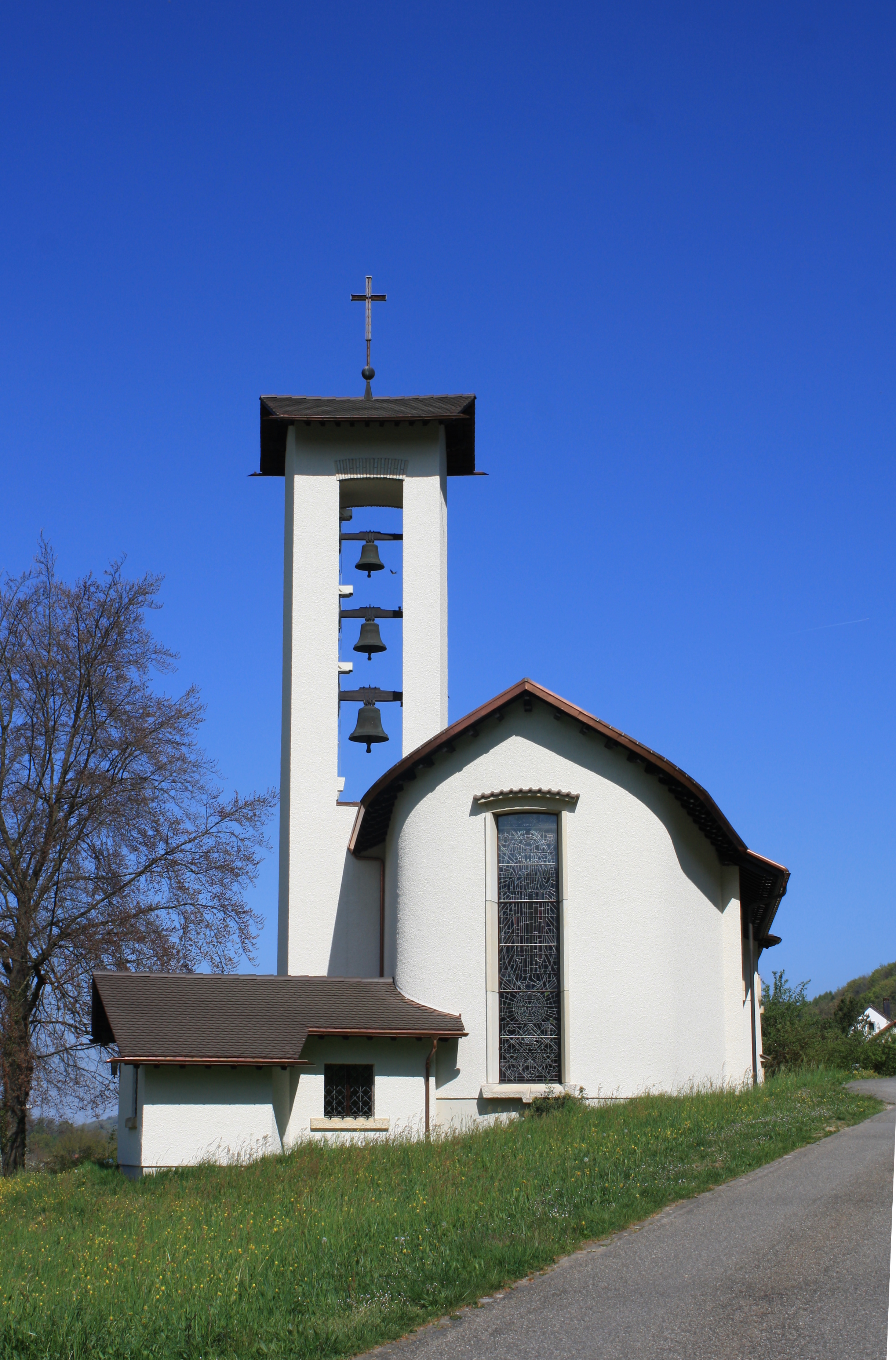
La chiesa cattolica cristiana

- Cappella cattolica di San Wendelino, eretta nel XVI secolo[1];
- Cappella cattolica di San Sebastiano, eretta nel XVII secolo[1];
- Chiesa cattolica cristiana[1], eretta nel 1947-1948[senza fonte].

## Società

### Evoluzione demografica
L'evoluzione demografica è riportata nella seguente tabella:
Abitanti censiti

## Amministrazione
Ogni famiglia originaria del luogo fa parte del cosiddetto comune patriziale e ha la responsabilità della manutenzione di ogni bene ricadente all'interno dei confini del comune.